# Susanne Möbuß
Susanne Möbuß (* 10. Januar 1963 in Hannover) ist eine deutsche Philosophin.

## Leben
Susanne Möbuß studierte Philosophie und Geschichte an der Universität Hannover. 1990 promovierte und 1996 habilitierte sie dort. Ab 1996 war sie als wissenschaftliche Mitarbeiterin an der Carl von Ossietzky Universität Oldenburg tätig. Seit 2001 ist sie dort als außerplanmäßige Professorin tätig.

## Forschungsschwerpunkte
Zu den Forschungsschwerpunkten von Susanne Möbuß gehören Geschichte der Philosophie, insbesondere Jüdische Philosophie des Mittelalters und der Renaissance, französische Gegenwartsphilosophie und Existenzphilosophie. Sie hat maßgeblich zu Plotin, Marguerite Porete, Levi ben Gershon und Martin Heidegger gearbeitet.

## Publikationen (Auswahl)

### Monografien
- Gelingendes Sein. Existenzphilosophie im 21. Jahrhundert. Schwabe, Basel 2023, ISBN 978-3-7965-4831-4.
- Ethik der Existenz. Das Neue Denken bei Rosenzweig, Heidegger, Lévinas und Nancy. Schwabe, Basel 2022, ISBN 978-3-7965-4594-8.
- Neue Überlegungen zur Existenzphilosophie. Anschlüsse an Barth, Jaspers und Heidegger. Schwabe, Basel 2021, ISBN 978-3-7965-4334-0.
- Spuren. Martin Heideggers Denkweg der späteren Jahre. Karl Alber, Freiburg im Breisgau/München 2020, ISBN 978-3-495-49093-8.
- Sternschatten. Martin Heideggers Adaption der Philosophie Franz Rosenzweigs. Karl Alber, Freiburg im Breisgau/München 2018, ISBN 978-3-495-48986-4.
- Existenzphilosophie. Band 2: Das 20. Jahrhundert. Karl Alber, Freiburg im Breisgau/München 2015, ISBN 978-3-495-48720-4.
- Existenzphilosophie. Band 1: Von Augustinus bis Nietzsche. Karl Alber, Freiburg im Breisgau/München 2015, ISBN 978-3-495-48719-8 (2. Auflage 2018).
- Sartre. Herder, Freiburg im Breisgau/Basel/Wien 2000, ISBN 3-451-04880-9 (Neuausgabe 2004).
- Plotin zur Einführung. Junius, Hamburg 2000, ISBN 3-88506-315-8 (Neuausgabe 2005).
- Schopenhauer für Anfänger. Die Welt als Wille und Vorstellung. Eine Lese-Einführung. dtv, München 1998, ISBN 3-423-30672-6 (italienische Übersetzung 1999; Hörbuch 2007).
- Die Intellektlehre des Levi ben Gerson in ihrer Beziehung zur christlichen Scholastik (= Europäische Hochschulschriften. Reihe 20: Philosophie. Band 353). Peter Lang, Frankfurt am Main u. a. 1991, ISBN 3-631-44011-1.

### Beiträge in Lexika
- 1 Beitrag in Ursula Meyer, Heidemarie Bennent-Vahle (Hrsg.): Philosophinnen-Lexikon. Ergänzungsband Reclam, Leipzig 1997, ISBN 3-928089-05-6 (Marguerite Poréte)
- 3 Beiträge in Andreas Kilcher, Otfried Fraisse (Hrsg.): Metzler Lexikon jüdischer Philosophen. Philosophisches Denken des Judentums von der Antike bis zur Gegenwart. Metzler, Stuttgart 2003, ISBN 3-476-01707-9 (Philon von Alexandrien; Isaak Albalag; Elijah ben Moshe Abba Delmedigo)

### Beiträge in Sammelbänden
- Zur Geschichte des existentiellen Denkens. In: Alexander Max Bauer und Nils Baratella (Hrsg.): Oldenburger Jahrbuch für Philosophie 2019/2020. BIS-Verlag, Oldenburg 2021, ISBN 978-3-8142-2391-9, S. 125–144 (online).
- Plotin. Ein von der Neuzeit zu beerbendes Modell antiker Philosophie? In: Wolfgang Erich Müller (Hrsg.): Hans Jonas. Von der Gnosisforschung zur Verantwortungsethik (= Judentum und Christentum. Band 10). Kohlhammer, Stuttgart 2003, ISBN 3-17-017178-X, S. 47–61.
- Damit er vielsichtig werde. Die Entwicklung des Selbstbewußtseins in der Renaissance. In: Asa Schillinger-Kind: Die Affirmation des Unvermeidlichen in Widerstand und Würde (= Europäische Hochschulschriften. Reihe 30: Philosophie. Band 566). Peter Lang, Frankfurt am Main u. a. 1998, ISBN 3-631-49948-5.

### Artikel in Fachzeitschriften
- Susanne Möbuß: Der Individualitätsbegriff der Mechthild von Magdeburg. In: △. Band 24, 1996, ISSN 0544-4128, S. 605–611.
- Susanne Möbuß: Der Begriff der scientia bei Levi ben Gerson. In: Miscellanea Mediavalia. Band 22, 1994, ISSN 0544-4128, S. 653–666.